# الجمالة (الصومعة)

تعديل مصدري - تعديل

الجمالة هي إحدى قرى عزلة عوين بمديرية الصومعة التابعة لمحافظة البيضاء، بلغ تعداد سكانها 80 نسمة حسب تعداد اليمن لعام 2004.